# Голкохвіст індійський
Голкохвіст індійський (Zoonavena sylvatica) — вид серпокрильцеподібних птахів родини серпокрильцевих (Apodidae). Мешкає в Індії і Непалі.

## Опис
Довжина птаха становить 11 см, вага 19 г, розмах крил 14 см.

## Поширення і екологія
Індійський голкохвіст мешкає в лісах Західних Гат, центральної Індії, Непалу і Бангладеш. Цього птаха іноді спостерігали в М'янмі. Живе на висоті до 1770 м над рівнем моря.